# Puga, Puebla
Puga är en ort i Mexiko.   Den ligger i kommunen Huauchinango och delstaten Puebla, i den sydöstra delen av landet, 140 km nordost om huvudstaden Mexico City. Puga ligger 1 938 meter över havet och antalet invånare är 485.
Terrängen runt Puga är lite bergig. Runt Puga är det ganska tätbefolkat, med 155 invånare per kvadratkilometer. Närmaste större samhälle är Huauchinango, 3,8 km nordost om Puga. I omgivningarna runt Puga växer i huvudsak blandskog.